# Overkill Software
Az Overkill Software egy stockholmi székhelyű videójáték-fejlesztő cég, melyet 2009 szeptemberében alapított Ulf Andersson, Bo Andersson Klint és Simon Viklund, a Grin egykori alapítói és tulajdonosai. A vállalat elsősorban a Payday co-op first-person shooter játéksorozatuk révén ismert. 2012-ben a Starbreeze Studios svéd játékstúdió felvásárolta az Overkillt. A cég a rajongókkal ápolt szoros kapcsolatáról ismert, így a Payday 2 Steam-közössége lett az első 2 millió tagot meghaladó csoport a szolgáltatás történetében.

## A cég története
Miután a Grin 2009 augusztusában csődbe ment, annak alapítói és tulajdonosai, Ulf Andersson, Bo Andersson Klint és Simon Viklund szeptemberben megalapította az Overkill Software-t. A Grin stockholmi irodájának egykori 130 alkalmazottjából számos az Overkillnél talált munkát. A vállalat első játéka, a Payday: The Heist 2011-ben jelent meg a Sony Online Entertainment kiadásában Windows és PlayStation 3 platformokra a Steam, illetve a PlayStation Network online tartalomtovábbító rendszereken keresztül. A játék viszonylag jó kritikai fogadtatásban részesült, és egy év leforgása alatt több, mint 700 000 példányt adtak el belőle.
2012-ben a Starbreeze Studios felvásárolta az Overkillt, majd egyesítették a két cég székhelyét Stockholm Johanneshov városrészében. 2013 augusztusában a 505 Games kiadta a cég Payday 2 című játékát Windowsra (Steam), illetve PlayStation 3 és Xbox 360 konzolokra. A játék elődjéhez hasonlóan viszonylag jó kritikai fogadtatásban részesült, elnyerte a Golden Joystick Award legjobb multiplayerének járó díját, és már előrendelésben visszahozta a kiadó játékra fordított pénzét. Megjelenésének hetében a játék konzolos (lemezes) kiadása a legsikeresebb játék lett az eladások tekintetében az Egyesült Királyságban, de felkerült a svéd (16. hely), a norvég (13. hely), a dán (20. hely), az olasz (4. hely) és az amerikai (8. hely) eladási listákra is, annak ellenére, hogy a lemezes változatból kevesebbet nyomtak, mint amennyire igény lett volna. 2013 szeptemberéig a játékból több, mint 1,58 millió példány kelt el, aminek 80%-át a digitális példányok teszik ki. A Payday sorozat főjátékaiból 2014. november 1-ig 9 millió példányt, míg azok letölthető tartalmaiból 8 milliót adtak el. 2013 végéig a játék 121,1, míg 2014. szeptember 30-ig 201,5 millió svéd korona bevetélt hozott. A játék 2015-ben PlayStation 4 és Xbox One konzolokra is megjelent a 505 Games jóvoltából. 2015 végén Simon Viklund, a cég egyik alapítója kilépett a cégből, hogy személyes zenei projektjeire összpontosíthasson.
A cég harmadik játéka, a The Walking Dead 2016-ban fog megjelenni, melyet a Starbreeze-zel közösen fejlesztett Storm fog követni 2017-ben.

## Videójátékaik
| Cím                         | Év   | Műfaj                | Platform                                                                          | Forrás |
| --------------------------- | ---- | -------------------- | --------------------------------------------------------------------------------- | ------ |
| Payday: The Heist           | 2011 | First-person shooter | Windows, PlayStation 3 (PSN)                                                      | [ 18 ] |
| Payday 2                    | 2013 | First-person shooter | Windows, Xbox 360, PlayStation 3, Xbox One, PlayStation 4, Linux, Nintendo Switch | [ 19 ] |
| Payday: Crime War           | 2018 | First-person shooter | Android, iOS                                                                      | [ 20 ] |
| Overkill’s The Walking Dead | 2018 | First-person shooter | Windows, PlayStation 4, Xbox One                                                  | [ 21 ] |
| Storm                       | TBA  | First-person shooter | Windows, PlayStation 4, Xbox One                                                  | [ 23 ] |
| Payday 3                    | TBA  | First-person shooter | Windows, PlayStation 4, Xbox One                                                  | [ 20 ] |